# ام توینه
ام توینه (به عربی: أم توینة) یک روستا در سوریه است که در ناحیه مرکزی سلمیه واقع شده‌است. ام توینه ۵۶۶ نفر جمعیت دارد.